# لیو چونهونگ
لیو چونهونگ (انگلیسی: Liu Chunhong؛ زادهٔ ۲۹ ژانویهٔ ۱۹۸۳) وزنه‌بردار اهل چین است.
وی در مسابقات کشوری و بین‌المللی در مجموع برندهٔ ۵ مدال طلا، ۱ مدال نقره شده‌است.